# Nokasippi
La rivière Nokasippi (anglais : Nokasippi River) est un cours d'eau des États-Unis coulant en totalité dans l'état du Minnesota. C'est un affluent rive gauche du Mississippi. 

## Géographie

### Cours
La rivière Nokasippi prend sa source au lac Clearwater à 23 km à l'est de la ville de Brainerd. Elle coule vers le sud-ouest, traversant de nombreux lacs. Elle rejoint le Mississippi à proximité du village de Fort Ripley après un parcours de 75 km de long. 

### Régions traversées
Elle coule entièrement dans le comté de Crow Wing, dans l'état du Minnesota.

## Étymologie
En langue Ojibwé, la rivière s'appelle Nooke-ziibi ("Rivière tendre").